# Championnat du Brésil de baseball 2006
 (juin 2021).
Si vous disposez d'ouvrages ou d'articles de référence ou si vous connaissez des sites web de qualité traitant du thème abordé ici, merci de compléter l'article en donnant les références utiles à sa vérifiabilité et en les liant à la section « Notes et références ».
 (juin 2021).
Le contenu est difficilement compréhensible vu les erreurs de traduction, qui sont peut-être dues à l'utilisation d'un logiciel de traduction automatique.
 (juin 2021).
Navigation
Édition précédente Édition suivante
Le Championnat du Brésil de baseball 2006, qui s'est déroulé du 12 octobre au 11 novembre 2007, avait une équipe d'Atibaia comme championne, battant les Anhanguera en finale.

## Étape de classement

### Groupe A
- 21 octobre
- J01 Guarulhos 1 x 7 Nip.Blue Jays - Dragons
- J02 Dragons 2 x 5 Anhanguera - Dragons

- 22 octobre
- J03 Dragons 11 x 7 Guarulhos - Dragons
- J04 Nip.Blue Jays 4 x 5 Anhanguera - Dragons

- 28 octobre
- J05 Nip.Blue Jays 12 x 0 Dragons - Itaquá
- J06 Anhanguera 11 x 6 Guarulhos - Itaquá

### Groupe B
- 21 octobre
- J07 Géant 5 x 2 Shida - Géant
- J08 Indaiatuba 2 x 6 Coopercotia - Géant

- 22 octobre
- J09 Indaiatuba 4 x 15 Géant - Coopercotia
- J10 Shida 2 x 15 Coopercotia - Coopercotia

- 28 octobre
- J11 Shida 4 x 9 Indaiatuba - Géant
- J12 Coopercotia 3 x 1 Géant - Géant

### Groupe C
- 21 octobre
- J13 Gecebs 3 x 9 São Paulo - Atibaia
- J14 Suzano 1 x 2 Atibaia - Atibaia

- 22 octobre
- J15 Suzano 4 x 7 Gecebs - Gecebs
- J16 São Paulo 3 x 6 Atibaia - Gecebs

- 28 octobre
- J17 São Paulo 2 x 0 Suzano - Gecebs
- J18 Atibaia 12 x 1 Gecebs - Gecebs

### Groupe D
- 21 octobre
- J19 Pr. Prudente 18 x 1 Cuiabá - Cpo.Grande
- J20 Campo Grande 1 x 7 CP.Railroads - CPo.Grande
- J21 Campo Grande 2 x 7 Pr. Prudente - Cpo.Grande
- J22 Cuiabá 0 x 10 CP.Iron Roads - CPo.Grande

- 22 octobre
- J23 Cuiabá 2 x 14 Campo Grande - Cpo.Grande
- J24 CP.Iron Roads 5 x 1 Pr. Prudente - CP.Grande

## Étape finale

### Groupe E
- 11 novembre
- J25 Presidente Prudente 3 x 4 Anhanguera - Yakult
- J26 Or 11 x 4 Presidente Prudente - Yakult

- 12 novembre
- J27 Anhanguera 1 x 0 CP. Chemins de fer - Yakult

### Groupe F
- 11 novembre
- J28 Nippon Blue Jays 12 x 0 Coopercotia - Yakult
- J29 Atibaia 5x3 Coopercotia - Yakult

- 12 novembre
- J30 Nippon Blue Jays 4 x 5 Atibaia - Yakult

## Final
- 12 novembre
- J31 Anhanguera 3x5 Atibaia - Yakult